# صداع الكحول (الجزء الثالث)
صداع الكحول أو أثر الثمالة (بالإنجليزية: The Hangover)‏ هو فيلم كوميديا أمريكي 2013، من إخراج وكتابة تود فيليبس الذي أشترك في كتابته مع كريج مازن. الفيلم هو متمم صداع الكحول الجزء الثاني 2011 والثالث والأخير ضمن ثلاثية صداع الكحول، من بطولة برادلي كوبر واد هيلمز وزاك غاليفياناكيس وكين جيونغ وجوستين بارثا وجيفري تامبور وهيذر غراهام وجيمي تشونغ وجون غودمان. في الفيلم يحاول أصدقاء ألان مساعدته بعد تعرضه لأزمة شخصية نتيجة وفاة والده.
صدر الفيلم في 23 مايو، 2013، واستقبل بمراجعات سلبية من النقاد، إلا أنه حقق نجاحاً كبيراً في دور العرض.

## الميزانية والإيرادات
بلغت تكلفة إنتاج الفيلم حوالي 103 مليون دولار بينما حقق أرباحا تقدر بـ 362 مليون دولار.

## وصلات خارجية
- صداع الكحول الجزء الثالث على موقع IMDb (الإنجليزية)
- صداع الكحول الجزء الثالث على موقع ميتاكريتيك (الإنجليزية)
- صداع الكحول الجزء الثالث على موقع الموسوعة البريطانية (الإنجليزية)
- صداع الكحول الجزء الثالث على موقع روتن توميتوز (الإنجليزية)
- صداع الكحول الجزء الثالث على موقع نتفليكس (الإنجليزية)
- صداع الكحول الجزء الثالث على موقع قاعدة بيانات الأفلام العربية
- صداع الكحول الجزء الثالث على موقع ألو سيني (الفرنسية)
- صداع الكحول الجزء الثالث على موقع أول موفي (الإنجليزية)
- صداع الكحول الجزء الثالث على موقع بوكس أوفيس موجو (الإنجليزية)
- صداع الكحول الجزء الثالث على موقع فيلمافينيتي (الإسبانية)